# Pioneer (motortaal)

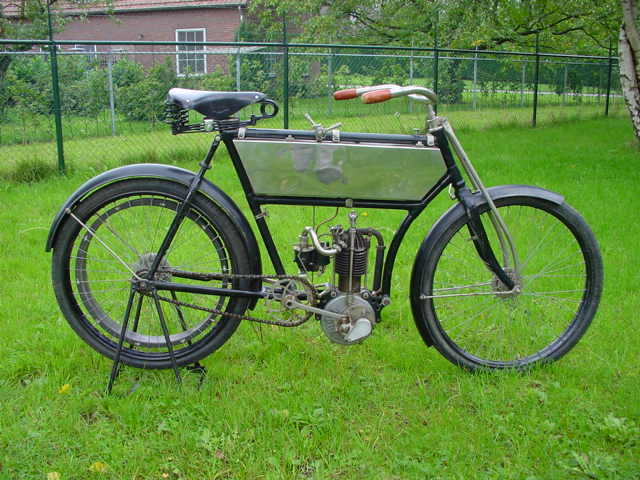
Deze La Foudre 350 cc uit 1903 valt in de klasse "Pioneer"

"Pioneer" is de aanduiding van de Engelse Vintage Motor Cycle Club voor motorfietsen tot en met 1904. Andere aanduidingen voor bepaalde klassen zijn:
Classic, Veteran, Vintage en Post vintage. De Nederlandse Veteraan Motoren Club noemt de machines Veteraan.